# Seatown
Seatown est un hameau côtier du comté du Dorset, dans le sud de l'Angleterre. Situé à 4,8 kilomètres de Bridport, il se trouve au bord de la Manche. Seatown est rattaché à la paroisse civile de Chideock, incorporée dans le district du West Dorset.
Le littoral de Seatown fait partie de la Côte jurassique, qui s'étend sur 154 kilomètres dans les comtés de Dorset et du Devon. Les environs sont classés « espace de remarquable beauté naturelle ». Le Golden Cap (en), plus haut point de la côte sud de l'Angleterre (191 m), se trouve à 1,6 kilomètre à l'ouest de Seatown.
Seatown comprend quelques habitations, un parc de vacances, des petites maisons de vacances ainsi qu'un pub appelé The Anchor (« L'Ancre »). La rivière Winniford (ou Wynreford) se jette dans la mer au niveau de Seatown. La plage de Seatown est riche en fossiles et en pierres datant de la fin du Jurassique et du début du Crétacé. Des ammonites et des bélemnites fossilisées peuvent y être trouvées du fait de l'érosion côtière continue de l'argile constituant les falaises. La plage est privée ; l'accès y est gratuit, mais le parking est payant.
La frumentie (un mélange de blé, de fruits séchés et de sucre, souvent complété de spiritueux) était l'un des produits vendus à la fête foraine du lundi de Pentecôte qui se déroulait autrefois à Seatown. Dans le roman Le Maire de Casterbridge (1886) de Thomas Hardy, le personnage Michael Henchard vend sa femme après avoir consommé de la frumentie.